# Storm Lake, Iowa
Storm Lake là một thành phố thuộc quận Buena Vista, tiểu bang Iowa, Hoa Kỳ. Năm 2010, dân số của thành phố này là 10600 người.

## Dân số
Dân số qua các năm:
- Năm 2000: 10076 người.
- Năm 2010: 10600 người.